# Девяткино (Московская область)
Девяткино — деревня в Ступинском районе Московской области в составе Городского поселения Малино (до 2006 года — входило в Березнецовский сельский округ). На 2016 год в Девяткино 6 улиц. До 2002 года Девяткино называлось деревней отделения совхоза 9-го Профсъезда.

## Население
| 2002 | 2006 | 2010 |
| ---- | ---- | ---- |
| 161  | ↘155 | ↘141 |

Девяткино расположено в центральной части района, на суходоле, высота центра деревни над уровнем моря — 164 м. Фактически Девяткино примыкает к южной окраине Малино.